# Torsdagsøy
Torsdagsøy ou Torsdagsøyo est une île dans le landskap Sunnhordland du comté de Vestland. Elle appartient administrativement à Fitjar.

## Géographie
Rocheuse et couverte d'une légère végétation, elle s'étend sur environ 2,314 km de longueur pour une largeur approximative de 862 m. Elle compte quelques habitations. 